# Olivier Moreau
Pour les articles homonymes, voir Moreau.
Olivier Moreau, né le 2 septembre 1945, est un joueur français de hockey sur gazon.
Il a évolué en club au Lille Hockey Club.
Avec l'équipe de France de hockey sur gazon (72 sélections entre 1969 et 1976,), il est quatrième du Championnat d'Europe en 1970 et dispute les Jeux olympiques d'été de 1972 à Munich, terminant à la douzième place.
Il est président de la Fédération française de hockey depuis mars 2013,,.
Il est le père du joueur de hockey sur gazon Antoine Moreau.